# Reile’s Acres
Reile's Acres – miasto w Stanach Zjednoczonych, w stanie Dakota Północna, w hrabstwie Cass.